# Port lotniczy Gurayat
Port lotniczy Gurayat (IATA: URY, ICAO: OEGT) – port lotniczy położony w Gurayat, w prowincji Al-Dżauf, w Arabii Saudyjskiej.

## Linie lotnicze i połączenia
| Linia Lotnicza | Kierunek           |
| -------------- | ------------------ |
| Saudia         | 1. Dżudda 2. Rijad |